# Hypernova

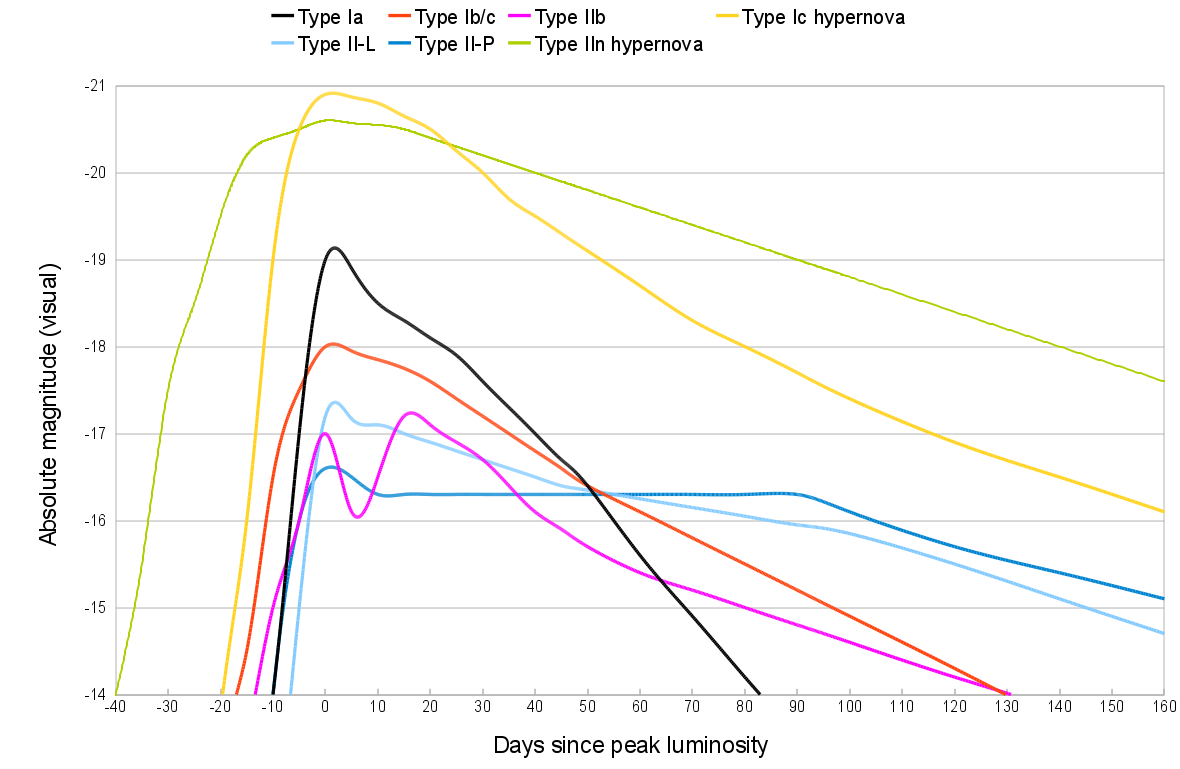
De lichtkromme van hypernova's vergeleken met die van gewone supernova's. Let ook op de grotere helderheid van hypernova's.

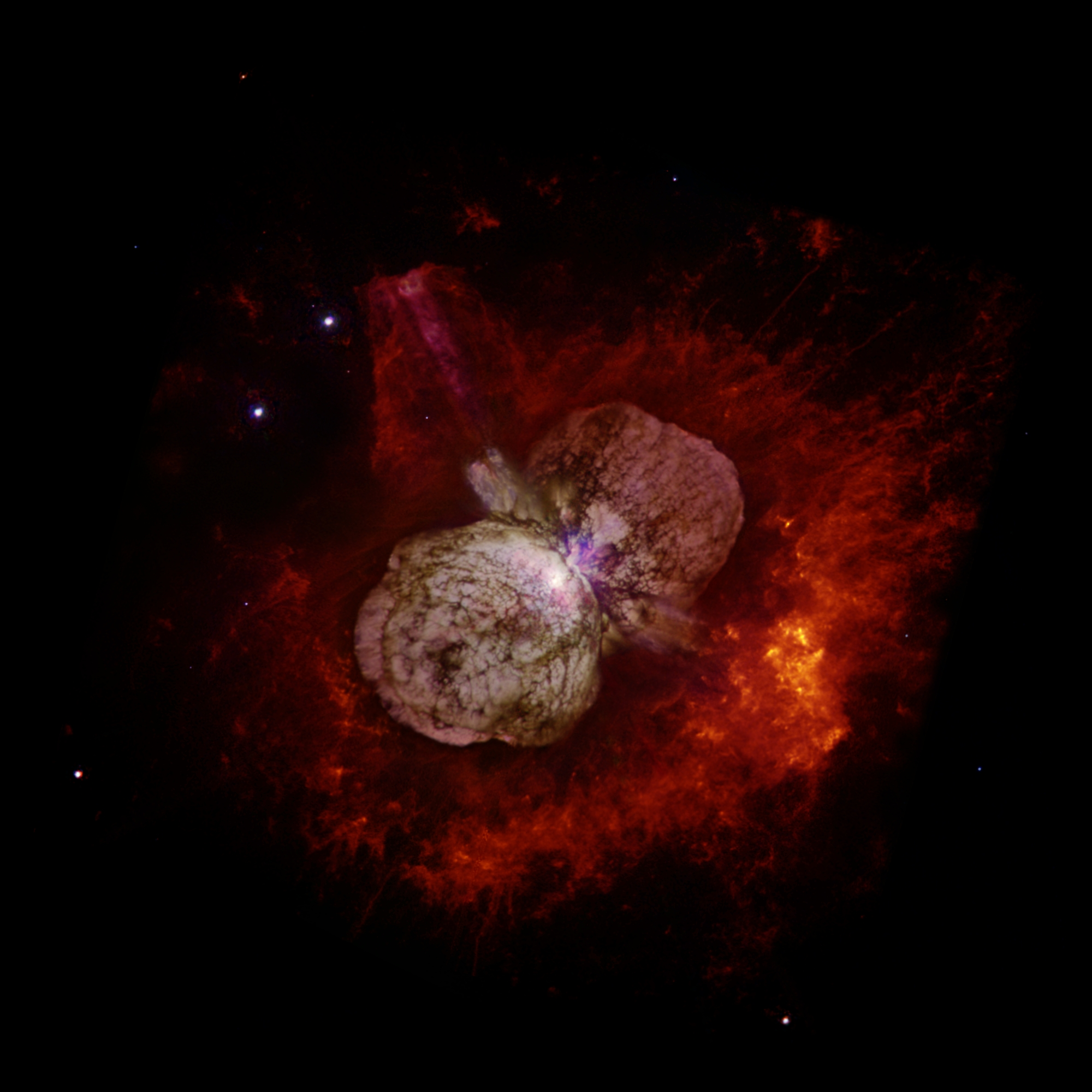
De ster Eta Carinae is een kandidaat voor een hypernova (foto: Hubble Space Telescope).

Een hypernova is de zwaarst bekende explosie in het heelal. Een hypernova wordt veroorzaakt door het ineenstorten van een zeer zware ster tot een zwaar zwart gat.
De massa van de kern van de ineenstortende ster is meer dan 25 keer die van de zon. Dergelijke sterren worden Wolf-Rayetsterren genoemd. De kracht van de explosie is 100 keer groter dan die van een supernova. Een hypernova binnen een afstand van honderden lichtjaren van de zon zou een catastrofaal effect hebben op het leven op aarde.
Sinds 2003 is bekend dat de gammaflitsen – die sinds de jaren zestig worden waargenomen door satellieten – worden veroorzaakt door hypernova's. Bij het verschijnen van supernova SN 2006gy in september 2006 bleek dat nog veel zwaardere sterren, met een massa van 140 tot 250 keer die van de zon volgens een nog ander mechanisme kunnen exploderen. Bij dergelijke explosies lijkt er geen zwart gat achter te blijven en is de hoeveelheid röntgenstraling een factor 1000 minder dan wat normaal gesproken verwacht zou worden. In de persberichten rondom deze supernova werd de ster Eta Carinae genoemd als nabije kandidaat voor een dergelijke explosie. Op een afstand van ongeveer 8000 lichtjaar zou Eta Carinae echter geen gevaar voor de aarde opleveren.